# كلاوديو سواريز
 كلاوديو سواريز (بالإسبانية: Claudio Suárez)‏ (مواليد 18 ديسمبر 1968 في ولاية مكسيكو) لاعب كرة قدم مكسيكي دولي يجيد اللعب في خط الدفاع. أعلن اعتزاله الكرة في 2009 بعدما شارك في 178 مباراة مع منتخب المكسيك.

## مسيرته الكروية
لعب كلاوديو سواريز خلال مسيرته الاحترافية مع 4 أندية في اثنين وعشرين موسمًا وسجل خلالها 50 هدف ضمن 502 مباراة. ولم يفز بأي موسم بالكأس وفاز في موسمين بالدوري.
خاض كلاوديو سواريز مسيرته مع نادي أونيفرسيداد ناسيونال في موسم 1988–89 ليلعب معه ثمانية مواسم، مشاركًا في 191 مباراة سجل خلالها 19 هدفًا. ثم انتقل إلى نادي غوادالاخارا في موسم 1996–97 ليلعب معه أربعة مواسم، حيث شارك في 121 مباراة سجل خلالها 8 أهداف. لينتقل بعدها إلى نادي تايجرز أونال في موسم 2000–01 ليلعب معه ستة مواسم، مشاركًا في 126 مباراة سجل خلالها 14 هدفًا. ثم انتقل إلى نادي شيفاز يو إس أي في موسم 2006 ليلعب معه أربعة مواسم، مشاركًا في 64 مباراة سجل خلالها 9 أهداف.

## روابط خارجية
- كلاوديو سواريز على موقع الاتحاد الدولي (مؤرشف)  (الإنجليزية)
- كلاوديو سواريز على موقع الدوري الأمريكي (الإنجليزية)
- كلاوديو سواريز على موقع قاعدة بيانات كرة القدم.إي يو (الإنجليزية)
- كلاوديو سواريز على موقع ناشيونال فوتبول تيمز (الإنجليزية)
- كلاوديو سواريز على موقع كووورة
- كلاوديو سواريز على موقع أوليمبيديا (الإنجليزية)